# 武城県
武城県（ぶじょう-けん）は、中華人民共和国山東省徳州市に位置する県。

## 行政区画
- 街道:広運街道
- 鎮:武城鎮、老城鎮、魯権屯鎮、郝王荘鎮、甲馬営鎮、四女寺鎮、李家戸鎮